# 瞞天機密
是一部於2019年英美合拍的政治驚悚片傳記電影、採用文獻紀錄片的形式拍攝，由蓋文·胡德執導。電影主演包括馬修·古迪、綺拉·奈特莉、雷夫·范恩斯及馬特·史密斯。劇本以一本改編自英國知名政府通訊總部翻譯員凱薩琳·甘恩的工作生涯的小説為藍本作二次改編。講述凱薩琳·甘恩曝光美國國家安全局及中央情報局要求英國GCHQ提供監聽信息，聯合對聯合國安理會成員進行非法間諜活動，企圖影響表決結果的祕密情事，以干涉2003年伊拉克戰爭決議內容，達成出兵伊拉克推翻薩達姆·海珊政權的決定。
本片2019年1月28日於日舞影展上作首映，2019年8月23日於美國公映。

## 劇情
故事始於凱薩琳·甘恩赴法庭接受審判，被詢問是否認罪。接著倒回一年前，事件的開始。
英國政府通訊總部的中文翻譯官凱薩琳·甘恩某日接獲一封不尋常的備忘錄，要求監聽聯合國安理會成員，以影響對伊拉克戰爭的表決結果。雖然上司解釋這是英美協定合作計劃的一部份，但凱薩琳還是良心過不去。她將備忘錄偷偷印下來後，交給線人，輾轉到了報社記者手上。
報紙以頭條刊出這次的違法監聽，但因所謂來自美國的備忘錄竟是英式拼字，而被當成造假。原來報導在出刊前被編輯以拼字檢查軟體糾正過一遍，全都改成了「正確」的英式拼法。美國政府以外交詞令認定並無違法監聽之事，而報社此時再說明緣由只會被當成造假失敗後的自我辯解。
英國政府通訊總部內的員工逐一接受洩密調查，凱薩琳承受極大身心壓力。而且她不願政府的以非法行為涉入戰爭的手法逃脫公意，意圖自首以證明備忘錄為真。雖然丈夫極力反對，而且她的嫌疑在調查單位眼中也比其他同事小，但她仍舊自首。
被拘押的凱薩琳受蘇格蘭場偵訊，承認洩密，但未受任何人指使。警探告知她將受保釋，其後視乎檢查總長將如何起訴。在場的公設律師感到茲事體大，而自己的專長為黑幫犯罪，於是給了凱薩琳法律扶助機構的資訊，建議她找合適的律師。而她的同事私下拜訪並告知，單位中很多人認為她所作的事很了不起。
安理會未就戰爭事宜表決，布希總統宣佈聯軍入伊拉克作戰。報社與凱薩琳同為自己的徒勞無功感嘆。
凱薩琳開始尋求法律協助，開始懷疑路上有人毫不在意的監視著她。她的丈夫身為庫德人，曾申請政治庇護失敗，與她結婚後才獲得合法居留的身份。蘇格蘭場再度找上門來提醒她，雖然可以找律師，但與該備忘錄有關的一切，在獲通訊總部同意前不得對外洩露，否則將面臨更重的刑責。這項限制雖然可笑，但凱薩琳當場告知，在被起訴前，將不再與律師談話。
法律扶助律師在檢查單位的朋友也找上他，聲稱美方對此次洩密非常生氣，而英國政府將盡一切手段起訴凱薩琳。律師則稱政府違法在先，他將全力為凱薩琳辯護。
凱薩琳接到法律扶助的電話，她將被起訴，所以必須先行會談。丈夫在開車送她開會的途中，例行性向移民局報到，卻立即被以移民申請已遭駁回為由，送入驅逐程序。凱薩琳四下求救，終在人被送上飛機的前一刻救了出來。
凱薩琳對此非常生氣。但法律扶助單位與她的丈夫都認為此時不宜節外生枝。律師建議她作有罪辯護以求寬大減刑，而凱薩琳不同意。但由於凱薩琳先前已供認洩密，唯一的辯護途徑是緊急避難，意圖保護將受戰爭影響的生命財產。但作此辯護必須先證明這場戰爭不合法。英國外交部早先已宣稱此舉合法，但政府法律顧問卻在作出宣佈前先行辭職。
在律師拜訪時，同情凱薩琳的法律顧問承認自己是因無法為戰爭的合法性背書而辭職，而檢查總長原本也同意其觀點，卻在造訪過華盛頓之後改變主意。報導出凱薩琳的備忘錄的記者在律師要求下，查出檢查總長在出國前背負極大壓力，因為英軍拒絕在未取得合法立場前出兵。因而到DC與布希政府的法界人士見面一取得一致的法律見解。
雖然掌握了證據，但並無必勝把握。凱薩琳幾經考慮，仍決心進行無罪辯護，而律師將全力以赴，調集相關的公文作為物證，即使要傳召東尼·布萊爾首相本人作證亦在所不惜。
回到開頭場景，凱薩琳申明無罪。控方檢查官卻對先前已招供的被告撤訴。承審法官對此感到不解，辯方律師也要求對公眾明示撤訴理由，但檢查官只一再重覆：控方無法回駁辯方準備呈堂的證供，也沒有合適的罪證繼續進行法律程序。
影片以真實的凱薩琳與其律師在庭外受訪的影像結束。在以文字說明相關人等在戰爭爆發當時的行止後，影片止於律師釣魚的鏡頭。他在檢方的朋友對他承認，就是故意要到最後一刻才撤訴，施予凱薩琳滿滿的精神壓力，以收殺一儆百之效。於是律師再也不願與他一起釣魚了。

## 演員
- 綺拉·奈特莉飾演凱薩琳·甘恩（英语：Katharine Gun）
- 麥特·史密斯飾演馬丁·布萊特（英语：Martin Bright）
- 馬修·古迪飾演丹尼爾·亞伯拉罕（英语：Peter Beaumont (journalist)）
- 雷夫·范恩斯飾演艾德·維利米（英语：Ed Vulliamy）

## 外部連結
- 互联网电影数据库（IMDb）上《瞞天機密》的资料（英文）